# Polideportivo Juan S Millán
El Polideportivo Juan S Millán es la sede del equipo de baloncesto Caballeros de Culiacán que participa en el Circuito de Baloncesto de la Costa del Pacífico con sede en Culiacán, Sinaloa, México.